# Phylloscartes
Phylloscartes é um gênero de aves da família dos tiranídeos.

## Algumas espécies
- Borboletinha-baiana, Phylloscartes beckeri
- Phylloscartes venezuelanus
- Phylloscartes lanyoni
- Phylloscartes orbitalis
- Phylloscartes poecilotis
- Barbudinho-do-sul, Phylloscartes eximius
- Maria-de-testa-preta, Phylloscartes nigrifrons
- Barbudinho-do-tepui, Phylloscartes chapmani
- Phylloscartes gualaquizae
- Phylloscartes flaviventris
- Cara-dourada, Phylloscartes roquettei
- Não-pode-parar, Phylloscartes paulistus
- Papa-moscas-de-olheiras, Phylloscartes oustaleti
- Estalinho, Phylloscartes difficilis
- Cara-pintada, Phylloscartes ceciliae
- Borboletinha-do-mato, Phylloscartes ventralis
- Phylloscartes flavovirens
- Borboletinha-guianense, Phylloscartes virescens
- Phylloscartes superciliaris
- Maria-pequena, Phylloscartes sylviolus

## Conservação
Quatro espécies do gênero estão em perigo de acordo com a IUCN. São elas: Phylloscartes roquettei, Phylloscartes beckeri, Phylloscartes ceciliae e Phylloscartes lanyoni.